# 학성여자고등학교
학성여자고등학교(鶴城女子高等學校)는 대한민국 울산광역시 중구 약사동에 위치한 공립 고등학교이다.

## 학교 연혁
- 1982년 11월 30일 : 학성여자고등학교 설립 인가 (9학급)
- 1983년 3월 7일 : 학성여자고등학교 개교
- 2019년 11월 29일 : 교육부 지정 고교학점제 연구학교 선정(2020학년~2022학년, 3년간)
- 2021년 10월 20일 : 자율학교 재지정(2022학년~2026학년, 5년간)
- 2023년 3월 1일 : 2023학년도 중등 연구학교 지정(울산형 지역교육과정 연구학교)
- 2025년 2월 6일 : 제40회 졸업식 139명(누적 졸업생 수 16,591명)
- 2025년 3월 1일 : 제18대 정영주 교장 취임
- 2025년 3월 4일 : 제43회 입학식 145명

## 참고 자료
- 학성여자고등학교 - 한국교육학술정보원 학교알리미